# Francisco Reis
Francisco Reis Alves Gouveia, conhecido como Francisco Reis e Francisco Gouveia, é um jovem atleta paralímpico madeirense. Em 2022, sagrou-se campeão europeu na modalidade de boccia, na classe B1.
Francisco Reis é atleta do Sporting Clube Santacruzense, sendo treinado por Jorge Fernandes.
Em junho de 2022, aos 15 anos, representou pela primeira vez a Seleção Nacional Portuguesa, juntamente com outros 24 atletas portugueses, participando nos Jogos Paralímpicos Europeus da Juventude, sob a responsabilidade do Comité Paralímpico de Portugal. Os jogos realizados em Pajulahti, na Finlândia, tendo Francisco Reis conseguido o título de campeão europeu na modalidade de boccia, na prova BC1, conseguindo ainda a medalha de ouro na competição por equipas, juntamente com os atletas David e Catarina, na classe BCUL.
A 4 de julho de 2022, o grupo parlamentar do PSD-Madeira apresentou na Assembleia Legislativa da Madeira um voto de congratulação a Francisco Reis, pelo título conseguido. A 7 de julho, a câmara municipal de Santa Cruz aprovou um voto de louvor a Francisco Reis pela conquista da medalha de ouro, aprovado por unanimidade.
Ao sagrar-se como campeão nacional, foi agraciado com uma medalha de grau cobre pelo município de Santa Cruz.